# Fraktura (film)
Fraktura – albański film fabularny z roku 1983 w reżyserii Piro Milkaniego, na motywach powieści Flamura Topiego Iliri dhe Turi.

## Opis fabuły
Gazi jest małym chłopcem, który codziennie idąc do szkoły, mija pomnik stojący w parku miejskim. Dzieci nazywają postać stojącą na pomniku Ilirem. Pewnego dnia pomnik zostaje uszkodzony, a Gazi przeżywa dramat, którego nie są w stanie zrozumieć ani jego rodzice, ani dziadek.
Pomnik eksponowany w filmie wykonał Mumtaz Dhrami. Film realizowano w Tiranie.

## Obsada
- Endri Çili jako Gazi
- Thimi Filipi jako dziadek
- Sotiraq Bratko jako ojciec
- Zamira Begolli jako matka
- Melpomeni Çobani jako sprzątaczka
- Genti Lleku jako Genci
- Andon Qesari jako urzędnik komunalny
- Edvin Kullnuri jako Miri